# Доути, Марк
Ма́рк До́ути (англ. Mark Doty; род. 10 августа 1953, Мэривилл, штат Теннеси, США) — американский поэт и мемуарист, педагог. Лауреат многочисленных литературных премий, в том числе Национальной книжной премии за поэзию в 2008 году.

## Биография

### Личная жизнь
Родился 10 августа 1953 года в городе Мэривилл, в штате Теннесси, в семье Лоуренса и Рут Доути. Кроме него у родителей была старшая дочь, Сара Элис. Окончил университет Дрейка в Де-Мойне, в штате Айова, со степенью бакалавра искусств. Затем в Годдард-колледже в Плэнфильде, в штате Вермонт, получил степень магистра изобразительных искусств в литературного мастерства.
Марк Доути — открытый гомосексуал. С 1995 по 2010 год он состоял в отношениях с писателем Полом Лисицки. В 2008 году они сочетались браком, но развелись в 2013 году. В настоящее время Доути живёт со своим вторым супругом Александром Хаделем в Нью-Йорке и деревне Спрингс под Ист-Хамптоном, в штате Нью-Йорк. Супруги сочетались браком в октябре 2015 года в национальном заповеднике «Мьюирский лес».

### Творческая деятельность
Первый сборник стихов Доути «Черепаха, лебедь» был издан Дэвидом Р. Годином в 1987 году. Второй сборник «Вифлеем среди бела дня» вышел у того же издателя в 1991 году. «Буклист» охарактеризовал эти стихи, как «тихие, интимные» и высоко оценил оригинальный стиль поэта, претворивший обширный городской опыт в «пример того, как мы живём, как мы страдаем и превозмогаем страдания».
Стихотворение «Тиара» Доути было напечатано в 1990 году в сборнике «Поэты на всю жизнь. 76 поэтов реагируют на СПИД». Это стихотворение критикует то, как общество воспринимает и лечит гомосексуалов больных СПИДом. 1980-е годы ознаменовали начало эпидемии СПИДа в США. Запоздавшие действия администрации Рейгана по борьбе с болезнью привели к гибели тысяч людей, особенно среди молодых гомосексуалов. Некоторые полагают, что первоначальное нежелание бороться с эпидемией было вызвано гомофобией. Это стихотворение критикует идею о том, что гомосексуалы сами виноваты в том, что заболели СПИДом. Стихи поэта, контрастировавшие с враждебным климатом в отношении людей, живущим с ВИЧ, служили последним утешением.
Третий поэтический сборник Доути «Моя Александрия», изданный в 1993 году издательством Иллинойсского университета, отражает горе, восприятие и новое осознание, полученное перед лицом большой и мучительной утраты. В 1989 году у партнёра поэта Уолли Робертса был диагностирован ВИЧ. Сборник, написанный, когда Робертс ещё не был болен, рассматривает перспективу смертности, отчаянно пытаясь найти какой-то способ сделать перспективу потери даже на мгновение терпимой. «Моя Александрия» была выбрана для Национальной поэтической премии Филиппом Левайном и выиграла Национальную премию «Круг критиков» и Книжную премию «Лос-Анджелес таймс». Когда книга была издана в Великобритании Джонатаном Кейпом, Доути стал первым американским поэтом, получившим премию Томаса Стернза Элиота, самую значительную ежегодную премию Великобритании за поэзию. Его сборник  «Атлантида» был издан в 1995 году, через год после смерти Робертса. Книга получила Поэтическую премию Бингхэма и Посольскую книжную премию.
Доути преподавал в университете Айовы, Принстонском университете, Колледже Сары Лоуренс, Колумбийском университете, Корнелле и Нью-Йоркском университете. Он был профессором в аспирантуре Хьюстонского университета в течение десяти лет, и в настоящее время является заслуженным профессором и резидентом факультета английского языка в Университете Рутгерса в Нью-Брансуике, в штате Нью-Джерси. В 2013 году был членом жюри поэтического конкурсу Гриффина. В 2011 году Доути был избран канцлером Академии американских поэтов.

## Сочинения

### Поэтические сборники
- «Черепаха, лебедь» (англ. Turtle, Swan, 1987).
- «Вифлеем среди бела дня» (англ. Bethlehem in Broad Daylight, 1991).
- «Моя Александрия. Стихи» (англ. My Alexandria: Poems, 1993).
- «Атлантис» (англ. Atlantis, 1995).
- «Сладкая машина» (англ. Sweet Machine, 1998).
- «Мурано. Поэма» (англ. Murano: Poem, 2000).
- «Источник» (англ. Source, 2001).
- «Школа искусств» (англ. School of the Arts, 2005).
- «Огонь в огонь: новые и избранные стихи» (англ. Fire to Fire: New and Selected Poems, 2008).
- «Теории и явления» (англ. Theories and Apparitions, 2008).
- «Парагон-парк» (англ. Paragon Park, 2012).
- «Рой, стая, хозяин» (англ. A Swarm, A Flock, A Host, 2013).
- «Дип-Лейн. Стихи» (англ. Deep Lane: Poems, 2015).

### Мемуары
- «Небесный берег» (англ. Heaven's Coast, 1996).
- «Жар-птица. Мемуары» (англ. Firebird: A Memoir, 1999).
- «Собачьи годы» (англ. Dog Years, 2007).

## Награды
- Национальная поэтическая премия 1992 года.
- Национальная премия «Круг критиков» 1993 года.
- Книжная премия «Лос-Анджелес таймс» за поэзию 1993 года.
- Стипендия Гуггенхайма для гуманитарных наук 1994 года.
- Премия Уайтинга 1994 года.
- Награда имени Элиота 1995 года.
- Литературная премия за поэзию геев «Лямбда» 1995, 2001, 2008 годов.
- ПЕН-премия/ Марты Альбранд 1997 года.
- Награда писателей сборника «Лила Уоллес-Ридер» за 1999 год.
- Литературная премия «Лямбда» 2007 года за гей-мемуары.
- Стоунволлская книжная премия за 2008 года.
- Национальная книжная премия 2008 года за поэзию.
- Премия Роберта Крили 2018 года.